# Kalanchoe uniflora
Kalanchoe uniflora är en fetbladsväxtart som först beskrevs av Otto Stapf, och fick sitt nu gällande namn av R.-hamet. Kalanchoe uniflora ingår i släktet Kalanchoe och familjen fetbladsväxter. Inga underarter finns listade i Catalogue of Life.

## Bildgalleri

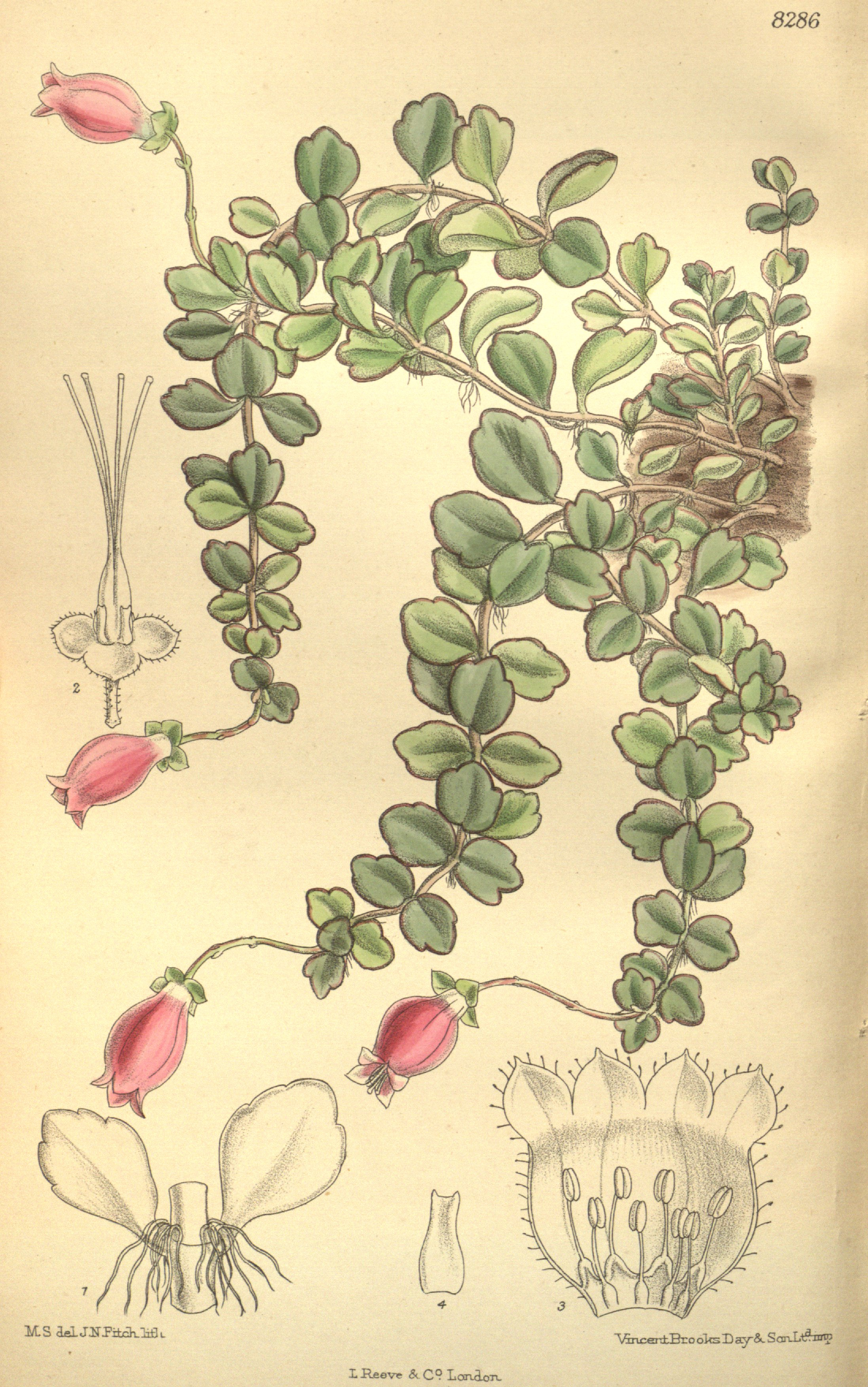